# Haustürgeschäft
Das Haustürgeschäft ist ein Rechtsbegriff für Verträge, die in bestimmten Situationen geschlossen werden, hauptsächlich bei einem Vertreterbesuch (siehe dazu Direktvertrieb, Reisegewerbe, Handelsvertreter, Reisender und Hausierer) oder auf einer Kaffeefahrt. In Deutschland gilt der Begriff inzwischen als veraltet, im Schweizer Obligationenrecht wird er weiterhin verwendet.

## Europäisches Recht
Der Verbraucherschutz bei Haustürgeschäften wurde auf europäischer Ebene erstmals in der Richtlinie 85/577/EWG des Rates vom 20. Dezember 1985 betreffend den Verbraucherschutz im Falle von außerhalb von Geschäftsräumen geschlossenen Verträgen geregelt.
In den Erwägungsgründen zu der sog. Haustürgeschäfte-Richtlinie hieß es dazu:

„Verträge, die ausserhalb der Geschäftsräume eines Gewerbetreibenden abgeschlossen werden, sind dadurch gekennzeichnet, dass die Initiative zu den Vertragsverhandlungen in der Regel vom Gewerbetreibenden ausgeht und der Verbraucher auf die Vertragsverhandlungen nicht vorbereitet ist. Der Grund für den besonderen Verbraucherschutz ist in diesem Fall, dass viele Haustürgeschäfte von einem gewissen Überrumpelungseffekt geprägt sind: Der Kunde schließt das Geschäft ohne ausreichende Überlegung ab, insbesondere ohne Preisvergleich, oft um dem Vertreter einen Gefallen zu tun oder um ihn loszuwerden. Vor derart zustande gekommenen Geschäften soll der Kunde geschützt werden. Letzterer hat häufig keine Möglichkeit, Qualität und Preis des Angebots mit anderen Angeboten zu vergleichen. Dieses Überraschungsmoment gibt es nicht nur bei Haustürgeschäften, sondern auch bei anderen Verträgen, die auf Initiative des Gewerbetreibenden ausserhalb seiner Geschäftsräume abgeschlossen werden. Um dem Verbraucher die Möglichkeit zu geben, die Verpflichtungen aus dem Vertrag noch einmal zu überdenken, sollte ihm das Recht eingeräumt werden, innerhalb von mindestens sieben Tagen vom Vertrag zurückzutreten. Ausserdem ist es geboten, geeignete Maßnahmen zu treffen, um sicherzustellen, dass der Verbraucher schriftlich von seiner Überlegungsfrist unterrichtet ist.“

Unterschiedliche Regelungen in den Mitgliedstaaten sollten auch im Interesse eines funktionierenden Gemeinsamen Marktes vereinheitlicht werden.
Die Fernabsatzrichtlinie vom 20. Mai 1997 sah eine Angleichung der Rechts- und Verwaltungsvorschriften der Mitgliedstaaten über Vertragsabschlüsse im Fernabsatz zwischen Verbrauchern und Lieferern vor.

## Deutschland

### Rechtslage bis 2014
Im deutschen Recht definierte § 312 Bürgerliches Gesetzbuch (BGB) a.F. das Haustürgeschäft als einen Vertrag zwischen einem Unternehmer und einem Verbraucher, der eine entgeltliche Leistung zum Gegenstand hat und zu dessen Abschluss der Verbraucher
1. durch mündliche Verhandlungen an seinem Arbeitsplatz oder im Bereich einer Privatwohnung,
2. anlässlich einer vom Unternehmer oder von einem Dritten zumindest auch im Interesse des Unternehmers durchgeführten Freizeitveranstaltung oder
3. im Anschluss an ein überraschendes Ansprechen in Verkehrsmitteln oder im Bereich öffentlich zugänglicher Verkehrsflächen

bestimmt worden ist. 
Dem Verbraucher stand bei Haustürgeschäften vorbehaltlich spezieller Regelungen ein Widerrufsrecht gemäß § 355 BGB zu. Stattdessen konnte dem Verbraucher von dem Unternehmer auch ein Rückgaberecht gemäß § 356 BGB eingeräumt werden. Über diese Rechte hatte der Unternehmer den Verbraucher zu belehren (§ 312 Abs. 2 BGB a.F.).
Das Widerrufs- oder Rückgaberecht bestand gem. § 312 Abs. 3 BGB a.F. nicht bei Versicherungsverträgen oder wenn
1. die mündlichen Verhandlungen, auf denen der Abschluss des Vertrags beruhte, auf vorhergehende Bestellung des Verbrauchers geführt worden waren oder
2. die Leistung bei Abschluss der Verhandlungen sofort erbracht und bezahlt wurde und das Entgelt 40 Euro nicht überstieg oder
3. die Willenserklärung des Verbrauchers von einem Notar beurkundet worden war.

### Rechtslage seit der Reform des Verbraucherrechts 2014
Mit der EU-Verbraucherrechte-Richtlinie vom 25. Oktober 2011 wurden die Haustürgeschäfte-Richtlinie und die Fernabsatzrichtlinie aufgehoben und das Verbraucherrecht grundlegend reformiert.
Mit dem Gesetz zur Umsetzung der Verbraucherrechterichtlinie und zur Änderung des Gesetzes zur Regelung der Wohnungsvermittlung vom 20. September 2013 wurde mit Wirkung zum 13. Juni 2014 u. a. der Begriff des „Haustürgeschäfts“ im vormaligen § 312 Bürgerliches Gesetzbuch (BGB) gestrichen. Nunmehr spricht das Gesetz in § 312b Bürgerliches Gesetzbuch (BGB) von „außerhalb von Geschäftsräumen geschlossenen Verträgen“. Diese begriffliche Änderung beinhaltet auch eine Erweiterung des Anwendungsgebietes der Regelungen. Waren zuvor die Nutzung von definierten Örtlichkeiten wie Privatwohnung oder öffentliche Verkehrsmittel als Anknüpfungspunkt für die Annahme eines „Haustürgeschäfts“ notwendig, so bestimmt die gesetzliche Regelung als Voraussetzung nunmehr alle Örtlichkeiten „außerhalb von Geschäftsräumen“ des Unternehmers – eine deutliche örtliche Ausweitung. Allerdings sind auch Verträge betroffen, die in den Geschäftsräumen des Unternehmers abgeschlossen werden, wenn nämlich der Verbraucher zuvor persönlich außerhalb der Geschäftsräume angesprochen wurde. Auch Ausflugsfahrten („Kaffeefahrten“) werden nunmehr ausdrücklich in den Anwendungsbereich aufgenommen.
Die bisherigen Ausnahmen im vormaligen Absatz 3 des § 312 BGB wurden gestrichen. Vielmehr wurden in § 312g Abs. 2 Bürgerliches Gesetzbuch (BGB) Ausnahmen für sämtliche Möglichkeiten von Verbraucherverträgen neu gefasst. Für die „Haustürgeschäfte“ ist dabei vor allem die Ausnahme in Nr. 11 wesentlich. Hier werden nur noch „Verträge, bei denen der Verbraucher den Unternehmer ausdrücklich aufgefordert hat, ihn aufzusuchen, um dringende Reparatur- oder Instandhaltungsarbeiten vorzunehmen“ vom Widerrufsrecht ausgenommen – und auch nur für die zuvor angeforderten Dienstleistungen. Dies bedeutet, dass entgegen der früheren Regelung nun auch Vertragsschlüsse widerrufen werden können, wenn der Verbraucher zuvor einen Vertreter bestellt hatte.
Rechtsfolge dieser Regelung ist, dass dem Verbraucher gemäß § 312g Abs. 1 Bürgerliches Gesetzbuch (BGB) ein Widerrufsrecht gemäß § 355 Bürgerliches Gesetzbuch (BGB) zusteht. Der Verbraucher kann binnen 14 Tagen nach Vertragsschluss durch Erklärung gegenüber dem Unternehmer ohne Angabe von Gründen widerrufen. Empfangene Leistungen sind zurückzugewähren.

## Schweiz
Die Rechtslage in der Schweiz regeln OR, Art. 40a–40g. Die Regelung ist derjenigen von Deutschland ähnlich. Ein Widerrufsrecht besteht bei Haustürgeschäften, für in Verkehrsmitteln angebotene Produkte und bei Kaffeefahrten. Nicht gültig sind die Artikel für Versicherungsverträge und wenn der Kaufpreis 100 CHF unterschreitet, wenn der Kunde den Vertreter selber bestellt hat, den Vertrag an einer Messe abgeschlossen hat oder wenn der Kunde mit den Waren kommerziell handelt.